# Elaphognathia insolita
Elaphognathia insolita är en kräftdjursart som först beskrevs av Stebbing 1905.  Elaphognathia insolita ingår i släktet Elaphognathia och familjen Gnathiidae. Inga underarter finns listade i Catalogue of Life.